# Mirto (Sizilien)
Mirto ist eine italienische Gemeinde der Metropolitanstadt Messina in der Autonomen Region Sizilien mit 873 Einwohnern (Stand 31. Dezember 2023).

## Lage und Daten
Mirto liegt 99 km westlich von Messina. Die Einwohner arbeiten hauptsächlich in der Landwirtschaft und im Marmorabbau.
Die Nachbargemeinden sind: Capo d’Orlando, Capri Leone, Frazzanò, Naso und San Salvatore di Fitalia.

## Geschichte
Der Ort entstand im Mittelalter.

## Sehenswürdigkeiten
- Kirche Santa Maria del Gesù mit einer Madonnenstatue aus dem 16. Jahrhundert
- Pfarrkirche Maria SS. Assunata mit einem Portal aus dem 14. Jahrhundert
- Kirche del Crocifisso